# Gare d'Izumisano
La gare d'Izumisano (泉佐野駅, Izumisano-eki) est une gare ferroviaire de la ville d'Izumisano, dans la préfecture d'Osaka au Japon. Elle est exploitée par la compagnie Nankai.

## Situation ferroviaire
La gare d'Izumisano est située au point kilométrique (PK) 34,0 de la ligne principale Nankai. Elle marque le début de la ligne de l'aéroport.

## Histoire
La gare a été inaugurée le 1er octobre 1897.

## Service des voyageurs

### Accueil
La gare dispose d'un bâtiment voyageurs ouvert tous les jours, avec des guichets et des automates pour l'achat de titres de transport.

### Desserte
- Ligne principale Nankai :
  - voies 1 et 2 : direction Wakayamashi
  - voies 5 et 6 : direction Sakai et Namba

- Ligne Nankai Aéroport :
  - voies 1 et 2 : Aéroport du Kansai